# Chrysopa cymbele
Chrysopa cymbele är en insektsart som beskrevs av Banks 1933. Chrysopa cymbele ingår i släktet Chrysopa och familjen guldögonsländor.

## Underarter
Arten delas in i följande underarter:
- C. c. afasciata
- C. c. fasciata